# Chaetodon selene
Chaetodon selene là một loài cá biển thuộc chi Cá bướm (phân chi Rabdophorus) trong họ Cá bướm. Loài này được mô tả lần đầu tiên vào năm 1853.

## Từ nguyên
Danh từ định danh selene bắt nguồn từ selḗnē (σελήνη) trong tiếng Hy Lạp cổ đại và mang nghĩa là "mặt trăng", không rõ hàm ý, có lẽ đề cập đến dải đen hình lưỡi liềm dọc theo gốc vây lưng xuống vây hậu môn ở loài cá này.

## Phạm vi phân bố và môi trường sống
Từ vùng biển phía nam Nhật Bản (gồm cả quần đảo Ryukyu) và đảo Đài Loan, C. selene được phân bố trải dài về phía nam đến vịnh Nha Trang (Khánh Hòa, Việt Nam); Philippines; Indonesia (từ đảo Java đến Tây New Guinea ở phía đông) và phía bắc Papua New Guinea.
C. selene sống tập trung trên các rạn viền bờ có nhiều đá vụn và cát, rải rác những cụm san hô sống ở độ sâu khoảng 8–50 m (ít khi bắt gặp ở độ sâu nông hơn 15 m).

## Mô tả

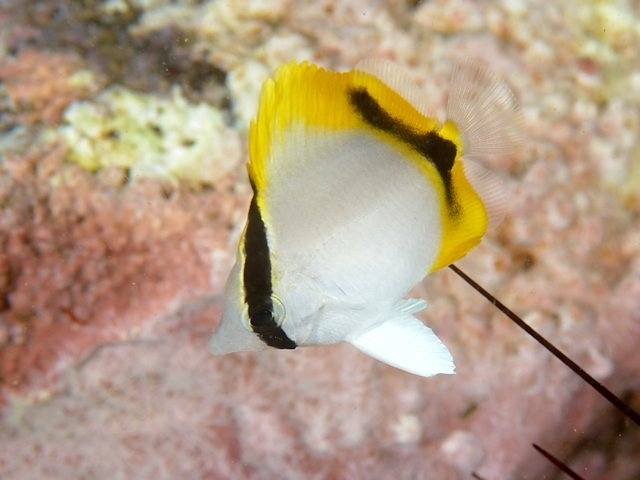
Cá con

C. selene có chiều dài cơ thể lớn nhất được ghi nhận là 16 cm. Loài này có màu trắng với các hàng chấm xếp thành sọc chéo ở hai bên thân (các hàng chấm ở thân trên có màu vàng, còn lại màu xám). Đầu có một sọc đen từ gáy băng dọc qua mắt (đoạn dưới mắt có màu vàng nâu), rìa sau dải đen có màu vàng. Vây lưng, vây đuôi và vây hậu môn có màu vàng, riêng vây đuôi có rìa sau trong suốt. Dải đen hình lưỡi liềm ở thân sau dọc theo gốc vây lưng, qua cuống đuôi đến giữa vây hậu môn. Vây ngực trong suốt. Vây bụng màu trắng.
Số gai ở vây lưng: 12; Số tia vây ở vây lưng: 20–22; Số gai ở vây hậu môn: 3; Số tia vây ở vây hậu môn: 18–19; Số gai ở vây bụng: 1; Số tia vây ở vây bụng: 5.

## Phân loại học
Trong phân chi Rabdophorus, C. selene hợp thành nhóm chị em gần nhất với Chaetodon melannotus và Chaetodon ocellicaudus. Cả ba loài đều có vây lưng, vây đuôi và vây hậu môn màu vàng, nhưng hai loài sau có các sọc xiên màu đen sẫm ở trên thân (C. selene chỉ là những hàng chấm mờ).

## Sinh thái học
Thức ăn chủ yếu của C. selene là một số loài thủy sinh không xương sống. Cá trưởng thành thường kết đôi, còn cá con sống đơn độc gần các cụm san hô.

## Thương mại
C. selene hầu như không được thu thập trong các hoạt động thương mại cá cảnh.